# Quo graviora (1833)
Quo graviora è un breve apostolico di Papa Gregorio XVI pubblicato il 4 ottobre 1833, con la quale il Pontefice si rivolge ai vescovi della provincia della Renania in merito ai movimenti riformisti nella provincia ecclesiastica della Renania a quel tempo.